# Lobón
Lobón település Spanyolországban, Badajoz tartományban. Lobón Badajoz, Talavera la Real, Valdelacalzada, Puebla de la Calzada, Montijo és Mérida községekkel határos. Lakosainak száma 2734 fő (2024).

## Népesség
A település népessége az utóbbi években az alábbiak szerint változott:
| Lakosok száma | 2699 | 2620 | 2646 | 2723 | 2837 | 2840 | 2825 | 2746 | 2760 | 2734 |
|               | 2001 | 2004 | 2006 | 2009 | 2011 | 2014 | 2016 | 2019 | 2021 | 2024 |